# 鴿子軍購案
鴿子軍購案（阿拉伯语：‎，羅馬化：Al Yamamah），為英國與沙特阿拉伯於1985年-2006年間進行的一系列軍事採購。於是次軍購案中，沙特向英國出口日均60萬桶原油，以換取英方向沙特阿拉伯皇家空军提供戰機及導彈。
是次軍購案為英國有史以來最大型軍售案，截至2005年為止共值430億英鎊，並可再賺取400億英鎊收益。
然而，在鴿子軍購案中，主承包商英國宇航及其後繼公司貝宜系統，被指向沙特皇室成員及官員行賄。因此，該公司先後被美、英兩國調查，最後更因製造假帳而被美國法院判罰4億美元；而在英、沙兩國政府施壓下，英國方面的調查卻不了了之。

## 背景
在鴿子軍購案之前，沙特阿拉伯曾先後兩次向英國進行軍購，包括於1965年下訂閃電戰鬥機、BAC-167攻擊機及防空導彈，並於1973年再採購防空雷達及地勤服務，總值100億英鎊。
及後，沙特於1970年代起一度改向美國採購戰機。於1981-82年，沙特雖然成功透過海外軍售計劃，採購F-15C/D及E-3空中預警機。然而，美方為確保以色列空軍優勢，向沙方施加大量使用限制，甚至規定最多只能保有60架F-15，沙特因而決定恢復向英國採購戰機，並於1984年7月首次考慮採購龍捲風戰機 。

## 軍購案內容
「鴿子軍購案」共分為四次進行，詳情如下：

### 鴿子I軍購案
沙特阿拉伯於1985年9月原則上同意是次軍購，其後於同月26日由英、沙兩國防長簽訂採購備忘錄，包括以下軍機及武器：
- 72架龍捲風戰鬥轟炸機
  - 48架為IDS型（當中GR1型、GR1A型及雙座訓練機，分別佔28、6及14架）
  - 24架為ADV型
- 30架鷹式教練機
- 30架PC-9教練機
- JP233跑道炸彈
- 海鷹反艦導彈
- ALARM反輻射導彈
- 天閃空對空導彈

上述武器及飛機於1987年起陸續付運，當中首批兩架鷹式教練機於同年8月11日率先交付。

### 鴿子II軍購案
1988年7月3日，英、沙再於百慕達簽訂另一份軍售協議，總值60億英鎊，內容如下：
- 48架龍捲風戰鬥轟炸機（均為IDS型）

以上飛機於1990年代初至1998年間交付。

### 後續其他軍購案
繼「鴿子I」及「鴿子II」軍購案後，英、沙兩國再於2005年12月簽訂「諒解文件」，以採購72架颱風戰鬥機，總值50億英鎊，其後於翌年8月正式簽約下訂。
而在2006年9月，沙特方面決定升級既有的龍捲風戰鬥轟炸機至GR4標準，總值25億英鎊。這次亦是「鴿子軍購案」中的最後一次採購。

## 貪污事件
在「鴿子軍購案」當中，由於主承包商英國宇航（及後續的貝宜系統），被指透過行賄沙特皇室成員，以換取軍購合約。因此，承包商與英國國防部曾被英、美兩國調查。

### 英方調查

#### 首次調查
早於1992年，英國國家審計處已就全案進行調查，並聲稱調查報告指出「並無證據證明國防部有份行賄」，但直至2006年仍一直堅拒發表報告全文。

#### 第二次調查
而在2003年9月11日《衛報》刊登有關「鴿子軍購案」涉賄資金一事後，嚴重欺詐案辦公室於翌日決定介入調查，主要針對貝宜系統懷疑向沙方行賄2000萬英鎊，以及該公司與一家名為「Travellers World Limited」公司之關係。至翌年11月，當局拘捕兩人。
2005年尾，嚴重欺詐案辦公室引用《2001年反恐、犯罪及保安法案》第12條發出指令，要求貝宜系統就此案提供相關離岸付款紀錄，但被拒絕。
在調查進行超過三年後，沙方於2006年12月初向英國施壓，要求當局必須於10日內終止對「鴿子軍購案」涉賄調查，否則將改向法國下訂陣風戰鬥機。
至同月14日，嚴重欺詐案辦公室突然以「維護國家及國際安全」為由，宣佈終止調查；翌日，時任英國首相貝理雅又指出是次決定以「國家戰略為先」，而非為爭取軍火外貿市場。然而，此決定已被包括经济合作与发展组织等各方公開質疑，並紛紛促請英方重啟調查。

### 美方調查
2007年6月，貝宜系統開始被美國司法部調查，涉及該公司懷疑通過美國銀行系統（包括里格斯銀行），向班達爾親王提供15億美元賄款，以換取「鴿子軍購案」成事。
雖然貝宜系統最後並未因此案被判行賄罪成，但由於涉及製造假帳，仍於2010年被美國法庭判罰4億美元。